# 多忠廉
多 忠廉（おお の ただきよ、1843年（天保14年） - 1916年（大正5年）3月29日）は、雅楽家。

## 経歴
1852年（嘉永5年）、正六位下に叙され、右近将曹となる。1870年3月15日（明治3年2月14日）、東上するため出発。1870年（明治3年）11月7日、太政官内に雅楽局が設置され少伶人となり、1875年（明治8年）4月4日権中伶人に昇格した。1878年（明治11年）8月29日には四等伶人となる。
1884年（明治17年）10月3日の官制改革により雅楽師を、1885年（明治18年）に音楽取調掛御用掛となり、1888年（明治21年）5月19日には、伶人長兼楽師を1907年（明治40年）10月31日には、楽師をそれぞれ歴任した。1914年（大正3年）、退官。1916年（大正5年）3月29日死去、享年74。従七位、勲七等。

## 家族
父は多忠愛（1811 - 1890）。兄弟は忠氏、忠孝、忠久、栄子（有栖川宮家侍女）。子に忠龍（1865 - 1944）、忠保（1873 - 1941）、忠重（1875 ‐ 1936）、忠品（1877 ‐ ?）、季秀（1882 - 1905）、忠芳、忠貫。